# Eduardo Álvarez-Rementería
Eduardo Álvarez-Rementería Martínez (f. 13 de mayo de 1965) fue un militar y político español. Tuvo un papel relevante durante la Guerra civil, donde mandó varias columnas en el Frente andaluz. Durante la Dictadura franquista ocupó diversos puestos, siendo procurador en las Cortes franquistas y miembro del Consejo Nacional del Movimiento.

## Biografía
Militar profesional perteneciente al arma de infantería, en julio de 1936 se encontraba destinado en Sevilla con el rango de comandante.
Miembro de la UME y presidente del comité militar local de Falange Española, formó parte de la conspiración militar contra la República; llegó a mantener una reunión en su domicilio sevillano con el comandante José Cuesta Monereo. El comandante Álvarez-Rementería sería uno de los más estrechos colaboradores del general Gonzalo Queipo de Llano. Llegó a actuar como enlace en Madrid del general Emilio Mola, «director» de la conspiración, pero ante las sospechas de estar implicado en la sublevación fue destituido por Casares Quiroga de su puesto de jefe del Campamento de Carabanchel pocas semanas antes del inicio de la insurrección.

### Guerra civil
Tras el triunfo del golpe de Estado en Sevilla, Álvarez-Rementería se puso al mando de una columna que conquistó las localidades de Carmona, Morón o Lebrija. El 15 de agosto salió de Sevilla al frente de otra columna con el objetivo de conquistar la cuenca minera de Río Tinto, en la provincia de Huelva. En su camino conquistó las localidades de Aznalcóllar, La Granada de Riotinto, Almonaster, Aracena, etc. Posteriormente Álvarez-Rementería participó en la conquista de la localidad minera Peñarroya-Pueblonuevo, partiendo desde Hornachuelos, y a finales de 1936 recibió el mando de una nueva columna con el objetivo de conquistar la localidad de Lopera —durante la llamada ofensiva de la «Aceituna»—.
En marzo de 1937 su columna tomó parte en el fallido ataque franquista sobre Pozoblanco, al norte de Córdoba. La operación, sin embargo, terminó siendo un rotundo fracaso ante la dura resistencia republicana. A partir de mayo de 1937 pasó a mandar la 22.ª División del Ejército franquista, teniendo su cuartel general en Peñarroya.

### Dictadura franquista
Terminó la contienda con el rango de coronel. Durante el régimen franquista fue procurador en las Cortes franquistas, así como miembro del Consejo Nacional de FET y de las JONS. En 1946 fue ascendido al rango de general de brigada, siendo nombrado jefe de la infantería divisionaria de la División n.º 92. Posteriormente ejerció como gobernador civil de Cádiz —entre 1953 y 1954— y Madrid —entre 1954 y 1957—. Al de gobernador civil también se unió el ejercicio del cargo de jefe provincial del «Movimiento». En 1964 fue uno de los suscriptores de la iniciativa a favor de fundar una agrupación de excombatientes de las banderas de Falange.
Falleció en Madrid el 13 de mayo de 1965.